# جان هرتسفلد
جان هرتسفلد (انگلیسی: John Herzfeld) متولد ۱۵ آوریل ۱۹۴۷ یک کارگردان، فیلمنامه‌نویس، بازیگر و تهیه‌کننده آمریکایی است که از سال ۱۹۷۲ میلادی مشغول به فعالیت است.
هرتسفلد در سال ۱۹۴۷ در نیوآرک، نیوجرسی به دنیا آمد و در وست اورنج، نیوجرسی بزرگ شد. پدرش، هنری هرتسفلد، یک فرمانده جوخه تفنگ پیاده نظام در جنگ جهانی دوم بود، در آزادی داخائو خدمت کرد و همچنین در دادگاه نورنبرگ وکیل داد. پس از جنگ، هنری هرتسفلد، شرکت تعمیر و نگهداری شرقی را اداره می‌کرد، عشق زیادی به فیلم، تئاتر و باله داشت و پسرش، جان، را تا جایی که می‌توانست در معرض هنر قرار داد.

## گزیده‌ فیلم‌شناسی
- دو مدل از یک نوع (۱۹۸۳) (نویسنده و کارگردان)
- ۲ روز در دره (۱۹۹۶) (نویسنده و کارگردان)
- ۱۵ دقیقه (۲۰۰۱) (نویسنده، تهیه‌کننده و کارگردان)
- مرگ و زندگی بابی زد (۲۰۰۷) (کارگردان)
- به من برس (۲۰۱۴) (نویسنده، تهیه‌کننده و کارگردان)
- نقشه فرار ۳ (۲۰۱۹) (نویسنده و کارگردان)